# José Ángel Montero
José Ángel Montero (Caracas, Venezuela, 2 de octubre de 1832-Ibídem, 24 de agosto de 1881) fue un compositor de ópera venezolano, contemporáneo del brasileño Antônio Carlos Gomes. Como maestro di capilla de la Catedral de Caracas escribió varias obras religiosas. También compuso varias zarzuelas y, en 1873, la música para la ópera Virginia.
Montero era hijo, así como discípulo, de José María Montero. También estudió por cuenta propia trabajos contemporáneos europeos y tratados de composición. Conocía como tocar varios instrumentos de viento y de cuerda, especialmente la flauta. A partir de 1869, Montero dirigió la Banda Marcial de Caracas.

## Trabajos
Su trabajo más famoso es la música de la ópera Virginia, la cual fue estrenada bajo el auspicio del gobierno de Antonio Guzmán Blanco en el Teatro Caracas en 1873. En ese mismo año, Montero comenzó a trabajar como el maestro de capilla de la Catedral de Caracas, puesto que conservaría hasta su muerte. En 1878 creó la revista Arte Musical.
Se conservan gran cantidad de piezas de música de cámara y ajustes para orquesta de Montero, además de varias piezas religiosas tales como Pater Noster y Quiero tu cruz.
Entre los trabajos de Montero se encuentran las siguientes zarzuelas:
- Doña Irene o La Política en el Hogar (1862)
- La modista (zarzuela en dos actos, 1864)
- Fabio o Estela o El casamiento por Dote (1865)
- La curiosidad de las Mujeres o El Huésped enamorado (1865)
- Los Alemanes en Italia (1866)
- Colegialas con colegialas (zarzuela en dos actos, 1868)
- La Castañera (1868)
- El Charlatán Mudo (1873)
- Diamira (1873)
- Tragedia Lírica (1873)
- Atrás o El Centinela
- Un baile en Caracas o El Cumpleaños de Leonor (zarzuela en un acto, 1865)
- La ardilla (zarzuela en un acto)
- La inocente Serranilla (zarzuela en un acto)
- La obertura de la zarzuela La gallina Ciega